# ジャック・ドンガラ
ジャック･ドンガラ（Jack Dongarra、1950年7月18日 - ）は、テネシー大学計算機科学科特別栄誉教授。オークリッジ国立研究所計算機科学・数学部門特別栄誉研究員、ライス大学計算機科学科客員教授を兼任。マンチェスター大学計算機科学科・数学科チューリングフェロー。テネシー大学 Innovative Computing Laboratory  創立者。シカゴ出身。

## 経歴
1972年にシカゴ州立大学数学科を卒業後、1973年イリノイ工科大学修士課程を修了、1980年にニューメキシコ大学クリーブ・モラー門下で応用数学の学位を得た。その後1989年までアルゴンヌ国立研究所上席研究員を務めた。
線形代数分野の数値アルゴリズム、並列処理、スーパーコンピュータ利用技術、プログラミング手法、並列計算ソフトウェアなどを専門とし、高品質な数学ソフトウェアの開発及び評価、文書化を行う。 EISPACK、LINPACK、BLAS、LAPACK、ScaLAPACK 、Netlib、PVM、MPI、NetSolve、TOP500、ATLAS、PAPIなどの仕様策定・実装に携わった他、200以上の論文・著書を執筆。アメリカ科学振興協会、ACM、IEEEフェロー。全米技術アカデミー会員。
TOP500とそれに用いられるHPLベンチマークの創始者として、一般社会向けマスコミ記事などには最も良く知られている。2019年王立協会外国人会員選出。2020年コンピュータパイオニア賞、2021年チューリング賞受賞。